# П'єтро Фрескі
П'єтро Фрескі (італ. Pietro Freschi, 6 серпня 1906 — 16 жовтня 1973) — італійський академічний веслувальник.
Бронзовий призер Олімпійських Ігор 1928 року в складі розпашної четвірки без стернового.
Чемпіон Європи 1929 року в складі розпашної четвірки без стернового.